# 更興
更興（こうこう）は、南北朝時代の北魏で汝南王元悦が建てた私元号。530年 - 532年。

## 西暦との対照表
| 更興 | 元年  | 2年   | 3年   |
| 西暦 | 530年 | 531年 | 532年 |
| 干支 | 庚戌  | 辛亥  | 壬子  |